# هوندا سیویک (نسل هفتم)
هوندا سیویک (نسل هفتم) (Honda Civic (seventh generation)) خودرویی است که در سال‌های ۲۰۰۰–۲۰۰۵در انگلند، ژاپن، کانادا، لاهور، پاکستان، تایوان (جزیره)، آیوتایا، تایلند و برزیل تولید شده‌است. 
این خودرو در کلاس خودرو کامپکت قرار گرفته و طراحی آن خودروهای موتور جلو-محور جلو بوده طول آن در حالت طبیعی ۱۷۴٫۷ اینچ (۴٬۴۳۷ میلیمتر) و  عرض آن در حالت طبیعی ۶۷٫۷ اینچ (۱٬۷۲۰ میلیمتر)  است. سیستم جعبه‌دندهٔ آن ۶ دنده به دو صورت خودکار و دستی است.